# Sinisa Markovic
Sinisa Markovic (sinh 22 tháng 8 năm 1988) là một cầu thủ bóng đá Áo thi đấu cho FC Blau-Weiß Linz.

## Sự nghiệp câu lạc bộ
Anh ra mắt Giải bóng đá hạng nhất quốc gia Áo cho FC Blau-Weiß Linz ngày 22 tháng 7 năm 2016 trong trận đấu với WSG Wattens.